# Lamalou-les-Bains
Lamalou-les-Bains – miejscowość i gmina we Francji, w regionie Oksytania, w departamencie Hérault.
Według danych na rok 1990 gminę zamieszkiwały 2194 osoby, a gęstość zaludnienia wynosiła 355 osób/km² (wśród 1545 gmin Langwedocji-Roussillon Lamalou-les-Bains plasuje się na 174. miejscu pod względem liczby ludności, natomiast pod względem powierzchni na miejscu 954.).

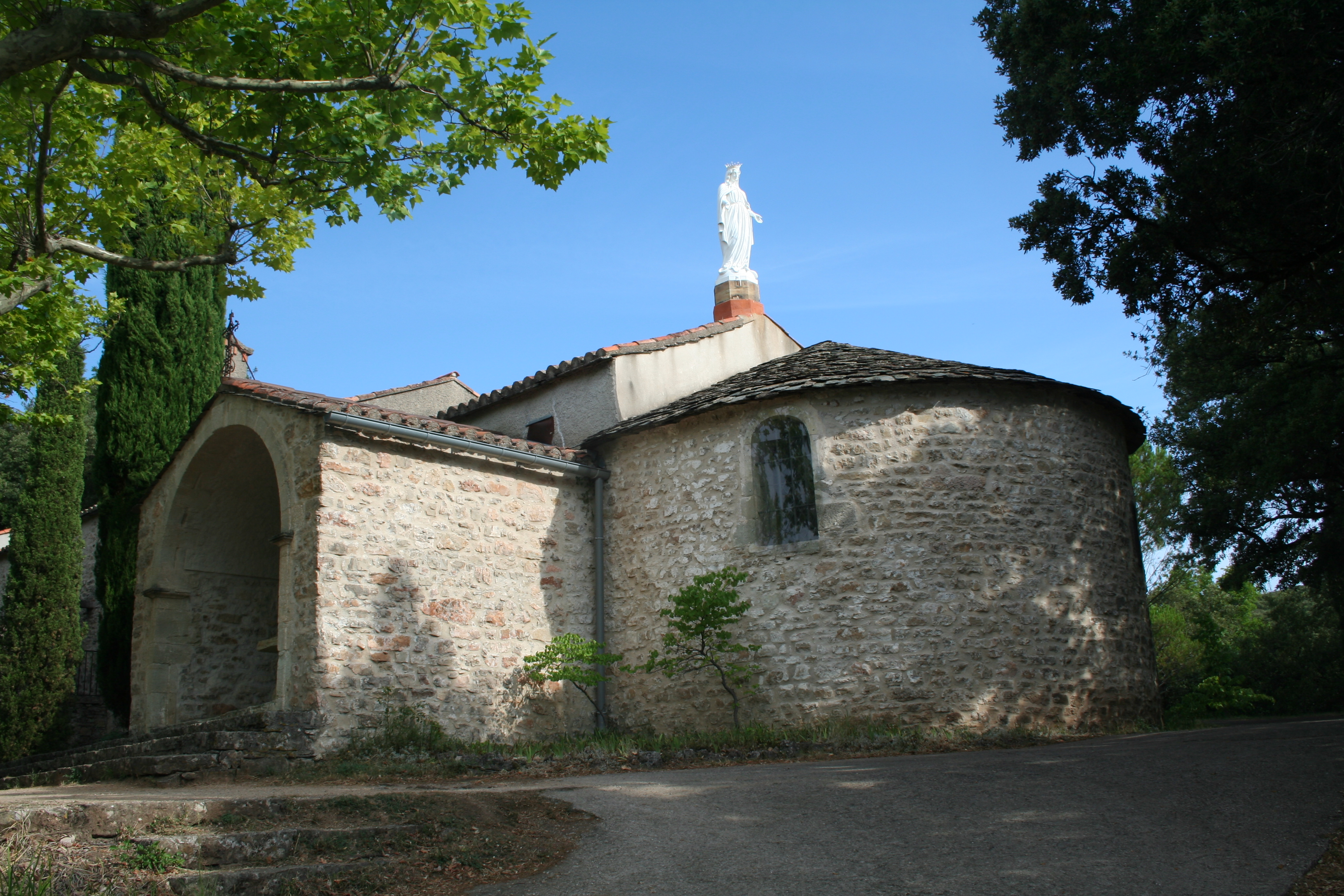
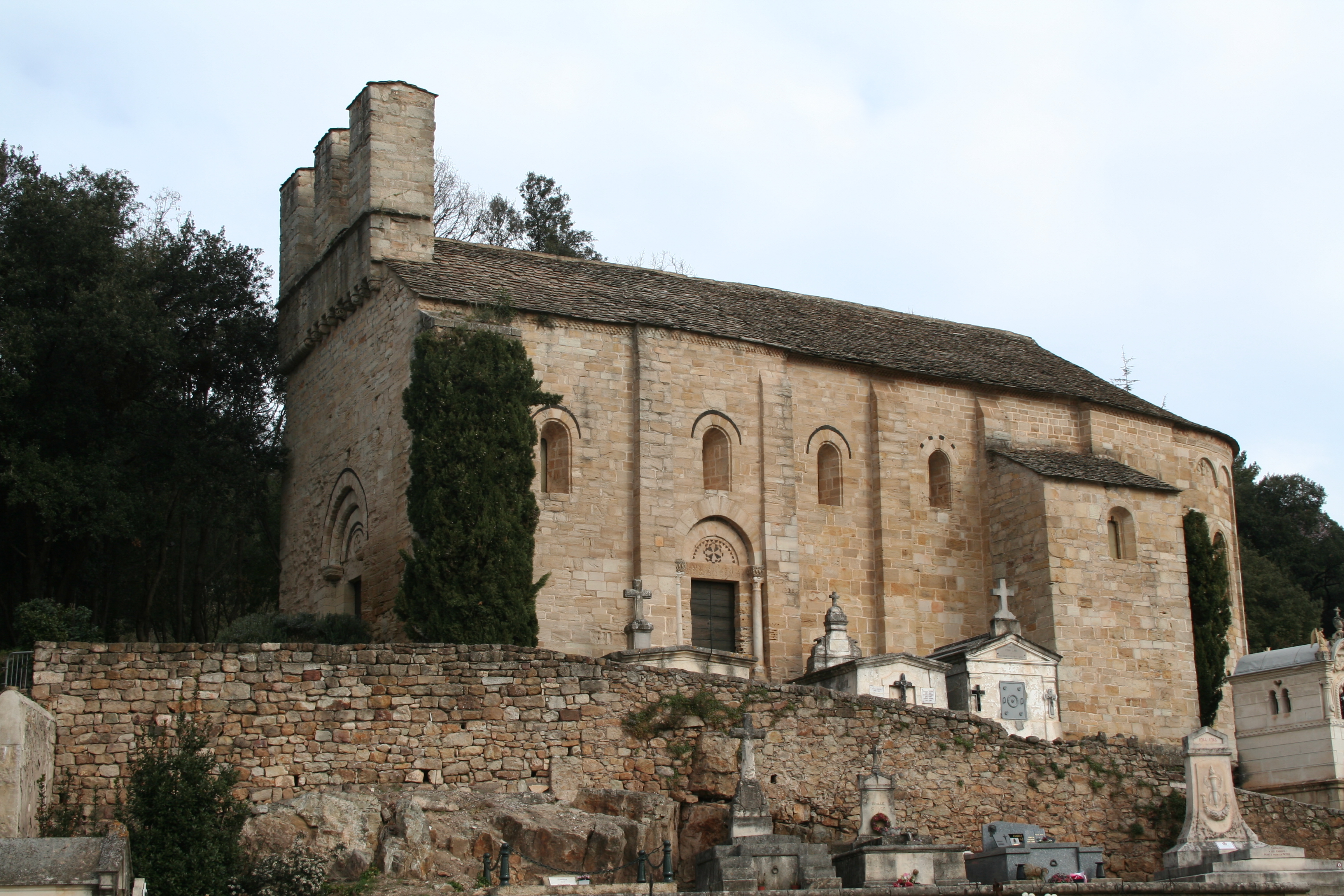
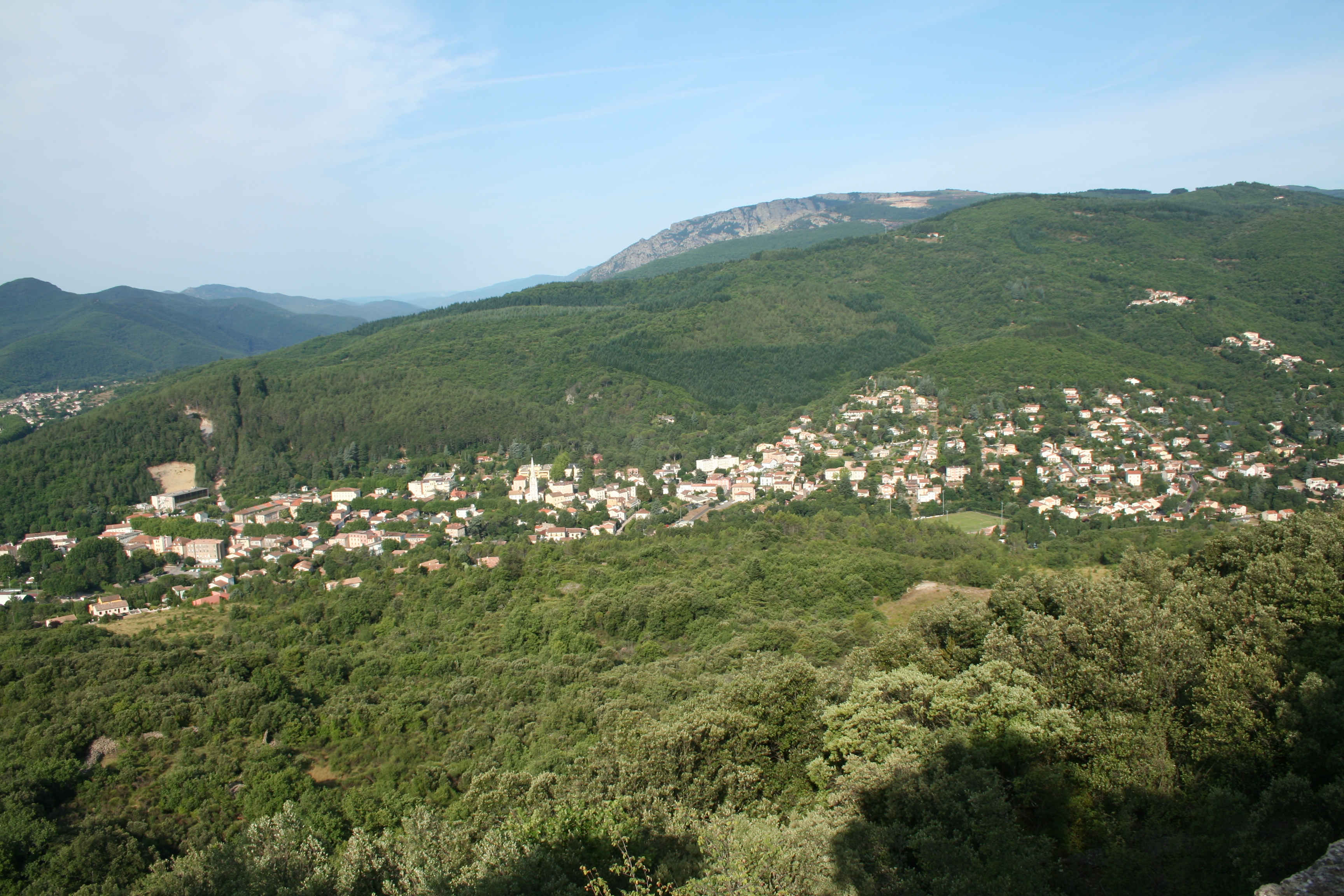
Panorama miasta